# Juan Manuel Raffalli
Juan Manuel Raffalli Arismendi es un abogado constitucionalista y profesor de derecho venezolano.

## Biografía
Raffalli se graduó en la Universidad Católica Andrés Bello (UCAB) en 1986 y recibió su título de especialista en derecho procesal, en la UCAB en 1989 y doctor en Derecho summa cum laude por la misma Universidad (2023). Ha sido un profesor de derecho en pregrado en tres universidades venezolanas: en la UCAB, donde también fue director del Departamento de Derecho Procesal, en la Universidad Monteávila, y el Instituto para Estudios Administrativos Superiores (IESA), Es profesor del posgrado de derechos humanos en la UCV. Es un socio en el bufete de abogados de Raffalli de Lemos Halvorssen Ortega y Ortiz.
Raffalli fundó el Foro Constitucional de Venezuela y fue  presidente de la Fundación Justicia y Democracia. También se desempeñ̟ó como director para la Cámara de Industria y Comercio de Caracas y como miembro del comité legal de la Cámara de Comercio Venezolano Americana (VENAMCHAM).
Raffalli se desempeñ̟ó como diputado suplente de la  en el Asamblea Nacional y asistió a la coalición de la Mesa de la Unidad Democrática (MUD) en diálogos con el gobierno de Nicolás Maduro.